# 生活協同組合パルシステム埼玉
生活協同組合パルシステム埼玉（せいかつきょうどうくみあいパルシステムさいたま）は、埼玉県蕨市に本部をおく生活協同組合。パルシステム生活協同組合連合会に加盟。
組合員数は181,764人（2016年3月）。2014年度の供給高は244.1億円。

## 沿革
- 1951年（昭和26年） - 蕨生協として発足するが休業状態が続く。
- 1971年（昭和46年） - 再建総会を行う。
- 1975年（昭和50年） - 南埼玉生活協同組合わかばに改称。
- 1977年（昭和52年） - 首都圏コープ事業連合（現パルシステム連合会）に参加。
- 1984年（昭和59年） - さきたまグリーン生協を設立。
- 1992年（平成4年） - わかば生協、個別宅配事業開始。
- 1993年（平成5年） - わかば生協とグリーン生協の両総代会にて合併承認。
- 1994年（平成6年） - わかば生協とグリーン生協が合併し、ドゥコープになる。
- 2001年（平成13年） - 所沢センターを三芳町に移転し、三芳センターに改称。
- 2009年（平成21年） - 加入組合員数10万人。
- 2011年（平成23年） - 埼玉県勤労者生活協同組合からパルシステム事業を譲受し、パルシステム埼玉に名称変更、パルシステム埼玉 新蕨センターを開所。
- 2016年（平成28年）6月1日 - さいたま市浦和区の浦和駅西口にぱる★てらすがオープン。

## 施設

### 事業所
- 大宮センター - さいたま市見沼区中川145-129
- 蕨センター - 蕨市錦町2-10-4
- 草加センター - 草加市青柳3-30-15
- 白岡センター - 白岡市上野田1187-1
- 川越センター - 川越市石田60-1
- 熊谷センター - 熊谷市樋春字袋田1223-3
- 入間センター - 入間市扇町屋4-8-4
- 三芳センター - 入間郡三芳町上富1445-1

### 新組合員活動施設
- ぱる★てらす - さいたま市浦和区東仲町10-7